# Mateusz Młyński
Mateusz Młyński (ur. 2 stycznia 2001 w Gdyni) – polski piłkarz występujący na pozycji pomocnika lub skrzydłowego w polskim klubie Polonia Warszawa oraz reprezentacji Polski U-21.

## Kariera klubowa

### Arka Gdynia
10 sierpnia 2018 podpisał profesjonalny kontrakt z klubem Arka Gdynia. 11 sierpnia 2018 zadebiutował w Ekstraklasie w meczu przeciwko Górnikowi Zabrze (1:1). Pierwszą bramkę zdobył 20 października 2018 w meczu ligowym przeciwko Śląskowi Wrocław (1:2).

### Wisła Kraków
1 lipca 2021 przeszedł do drużyny Wisły Kraków. Zadebiutował 26 lipca 2021 w meczu Ekstraklasy przeciwko Zagłębiu Lubin (3:0), w którym zdobył swoją pierwszą bramkę.

### Polonia Warszawa
9 stycznia 2025 przeszedł do drużyny Polonia Warszawa.

## Kariera reprezentacyjna

### Polska U-21
W 2021 roku otrzymał powołanie do reprezentacji Polski U-21. Zadebiutował 3 września 2021 w meczu eliminacji do Mistrzostw Europy U-21 2023 przeciwko reprezentacji Łotwy U-21 (0:2).

## Statystyki

### Klubowe
(aktualne na dzień 11 lutego 2022)
| Klub               | Sezon              | Liga               | Liga  | Liga   | Puchar kraju | Puchar kraju | Suma  | Suma   |
| Klub               | Sezon              | Liga               | Mecze | Bramki | Mecze        | Bramki       | Mecze | Bramki |
| ------------------ | ------------------ | ------------------ | ----- | ------ | ------------ | ------------ | ----- | ------ |
| Arka Gdynia        | 2018/19            | Ekstraklasa        | 12    | 1      | 1            | 1            | 13    | 2      |
| Arka Gdynia        | 2019/20            | Ekstraklasa        | 27    | 2      | 0            | 0            | 27    | 2      |
| Arka Gdynia        | 2020/21            | I liga             | 15    | 1      | 2            | 0            | 17    | 1      |
| Arka Gdynia        | Ogólnie            | Ogólnie            | 54    | 4      | 3            | 1            | 57    | 5      |
| Wisła Kraków       | 2021/22            | Ekstraklasa        | 17    | 1      | 3            | 2            | 20    | 3      |
| Wisła Kraków       | Ogólnie            | Ogólnie            | 17    | 1      | 3            | 2            | 20    | 3      |
| Ogólnie w karierze | Ogólnie w karierze | Ogólnie w karierze | 71    | 5      | 6            | 3            | 77    | 8      |

### Reprezentacyjne
(aktualne na dzień 11 lutego 2022)
| Reprezentacja | Rok     | Mecze | Bramki |
| ------------- | ------- | ----- | ------ |
| Polska U-17   |         |       |        |
| 2018          | 2       | 0     |        |
| Ogólnie       | Ogólnie | 2     | 0      |
| Polska U-18   |         |       |        |
| 2018          | 2       | 0     |        |
| Ogólnie       | Ogólnie | 2     | 0      |
| Polska U-19   |         |       |        |
| 2018          | 3       | 0     |        |
| Ogólnie       | Ogólnie | 3     | 0      |
| Polska U-21   |         |       |        |
| 2021          | 3       | 0     |        |
| Ogólnie       | Ogólnie | 3     | 0      |

| Mecze i gole w reprezentacji | Mecze i gole w reprezentacji | Mecze i gole w reprezentacji | Mecze i gole w reprezentacji | Mecze i gole w reprezentacji | Mecze i gole w reprezentacji | Mecze i gole w reprezentacji | Mecze i gole w reprezentacji |
| Polska U-17                  | Polska U-17                  | Polska U-17                  | Polska U-17                  | Polska U-17                  | Polska U-17                  | Polska U-17                  | Polska U-17                  |
| Lp.                          | Data                         | Miejsce                      | Gospodarz                    | Gość                         | Wynik                        | Gol                          | Rozgrywki                    |
| ---------------------------- | ---------------------------- | ---------------------------- | ---------------------------- | ---------------------------- | ---------------------------- | ---------------------------- | ---------------------------- |
| 1.                           | 10.02.2018                   | Marbella                     | Polska U-17                  | Szkocja U-17                 | 0:1                          |                              | Mecz towarzyski              |
| 2.                           | 13.02.2018                   | La Línea de la Concepción    | Polska U-17                  | Francja U-17                 | 1:0                          |                              | Mecz towarzyski              |
| Polska U-18                  |                              |                              |                              |                              |                              |                              |                              |
| Lp.                          | Data                         | Miejsce                      | Gospodarz                    | Gość                         | Wynik                        | Gol                          | Rozgrywki                    |
| 1.                           | 07.09.2018                   |                              | Macedonia Północna U-18      | Polska U-18                  | 0:1                          |                              | Mecz towarzyski              |
| 2.                           | 10.09.2018                   |                              | Macedonia Północna U-18      | Polska U-18                  | 2:2                          |                              | Mecz towarzyski              |
| Polska U-19                  |                              |                              |                              |                              |                              |                              |                              |
| Lp.                          | Data                         | Miejsce                      | Gospodarz                    | Gość                         | Wynik                        | Gol                          | Rozgrywki                    |
| 1.                           | 14.11.2018                   | Portadown                    | Irlandia Północna U-19       | Polska U-19                  | 0:0                          |                              | el. ME U-19 2019             |
| 2.                           | 17.11.2018                   | Dungannon                    | Polska U-19                  | Kazachstan U-19              | 4:0                          |                              | el. ME U-19 2019             |
| 3.                           | 20.11.2018                   | Coleraine                    | Polska U-19                  | Serbia U-19                  | 1:4                          |                              | el. ME U-19 2019             |
| Polska U-21                  |                              |                              |                              |                              |                              |                              |                              |
| Lp.                          | Data                         | Miejsce                      | Gospodarz                    | Gość                         | Wynik                        | Gol                          | Rozgrywki                    |
| 1.                           | 03.09.2021                   | Jełgawa                      | Łotwa U-21                   | Polska U-21                  | 0:2                          |                              | el. ME U-21 2023             |
| 2.                           | 07.09.2021                   | Lublin                       | Polska U-21                  | Izrael U-21                  | 1:2                          |                              | el. ME U-21 2023             |
| 3.                           | 12.10.2021                   | Kielce                       | Polska U-21                  | San Marino U-21              | 3:0                          |                              | el. ME U-21 2023             |